# أبو عبد الله محمد المنتصر الثاني
أبو عبد الله محمد المنتصر الثاني بويع بالخلافة على رأس الدولة الحفصية يوم 10 ذي الحجة 837 هـ/17 جويلية 1434 م، ولكن عهده لم يدم طويلا حيث توفي يوم 22 صفر 839 هـ/ 16 سبتمبر 1435 م، فخلفه اخوه أبو عمرو عثمان.

## عهده
تتمثل أهم إنجازته كما أوجزها ابن الشماع فيما يلي:
- الاهتمام بالمدارس والزوايا حيث كان يتصدق عليها، كما بنى مدرسة، لم تتم في عهده. كما بنى زاوية الولي سيدي أحمد بن عروس.
- مساعدة الأندلسيين للتصدي للجهاد.
- القيام ببعض المشاريع الخيرية ومن بينها بناء سقاية بباب سعدون
- مواجهة الأعراب، إذ توجه بجيشه جنوبا حتى وصل مدينة قفصة.

## إشارات مرجعية
1. ↑  خير الدين الزركلي (2002)، الأعلام: قاموس تراجم لأشهر الرجال والنساء من العرب والمستعربين والمستشرقين (ط. 15)، بيروت: دار العلم للملايين، ج. السابع، ص. 46، OCLC:1127653771، QID:Q113504685
2. ↑  ابن الشماع، الأدلة البينة النورانية في مفاخر الدولة الحفصية، تحقيق الطاهر المعموري، الدار العربية للكتاب، تونس 1984، ص 121-122

| سبقه أبو فارس عبد العزيز | سلطان حفصي (تونس) 837هـ-839هـ/1434م- 1435م | تبعه أبو عمرو عثمان |